# Pico del Norte
Der Pico del Norte ist ein Berg im Illampú-Massiv in Bolivien.

## Lage
Der Pico del Norte liegt in den Anden in Bolivien östlich des Titicacasees und im Norden des bolivianischen Regierungssitzes La Paz, nördlich des Gipfels des Illampú. Mit 6.070 Metern ist er der elfthöchste Berg Boliviens und der achthöchste Gipfel der Cordillera Real. 

## Aufbau
Die Cordillera Real besteht aus Tiefengesteinen aus dem Paläozoikum, in die während des Mesozoikums bis in die Zeit des Tertiär weitere Plutonite eindrangen. Diese wurden im Tertiär und Quartär durch Erosion freigelegt und bilden heute die Gipfel des Illampú und des Illimani.
Der Pico del Norte ist ganzjährig mit Schnee bedeckt, die Schneegrenze liegt bei etwa 5.200 m.

## Bergrouten
Der Pico del Norte ist im Wesentlichen über fünf verschiedene Routen zu erreichen:
- 1. Buttress Bettembourg Route (Höhendifferenz 1080 m. Hangneigung 60°-70°. Erstbegehung 1982 durch G. Bettambourg, A. Mesili, B. Chaud)
- 2. Gully Route (Höhendifferenz 980 m. Hangneigung 65°-75°. Erstbegehung 1972 durch Ricardo Arias, Juan Barthelemy, Alain Mesili, Pierre Grange, Ronald Khern)
- 3. Pico del Norte - Normal Route (Höhendifferenz 800 m. Hangneigung 50°-60°. Erstbegehung 1974 durch Alain Mesili)
- 4. Aguas Calientes (Höhendifferenz 680 m. Hangneigung 60°-80°. Erstbegehung 1975 durch Alain Mesili, Jean Wolf, Sebastian Hoskhy)
- 5. Laramcota West (Höhendifferenz 1100 m. Hangneigung 60°-70°. Erstbegehung 1984 durch Roger Ganoy, Alain Mesili)